# Двуцветная дроздовая мухоловка
Двуцветная дроздовая мухоловка, или двуцветный питоху (лат. Pitohui dichrous), — вид птиц семейства иволговых. Подвидов не выделяют. Обитает в Новой Гвинее.

## Описание
Двуцветная дроздовая мухоловка достигает длины 22—23 см и массы от 67 до 76 г. Половой диморфизм отсутствует. У взрослых особей голова чёрная, верхние части тела рыжевато-каштановые, верх крыльев и хвост чёрные. Подбородок, горло и верхняя часть груди чёрные, остальные нижние части тела ярко-рыжевато-каштановые. Радужная оболочка красновато-коричневая, тёмно-коричневая или чёрная; клюв и ноги чёрные. Молодые особи похожи на взрослых, но маховые и рулевые перья у них с коричневой окантовкой.

## Токсичность
Двуцветный питоху — одна из немногих ядовитых птиц. На коже и перьях у неё присутствует яд батрахотоксин — мощный нейротоксин, обладающий нейротоксическим и кардиотоксическим действием. Батрахотоксин способен необратимо связываться с натриевыми каналами в клеточных мембранах, что приводит к снижению электрического потенциала клетки. В конечном счёте клетка теряет способность к передаче нервных импульсов, и возникает паралич дыхательной мускулатуры. Люди и животные, отравившиеся батрахотоксином, погибают в результате остановки сердца. 
Причина ядовитости птицы заключается в её питании. Двуцветные питоху едят жуков Choresine pulchra, в организме которых содержится батрахотоксин. У самой птицы выработался иммунитет к этому яду.